# Rapsoul

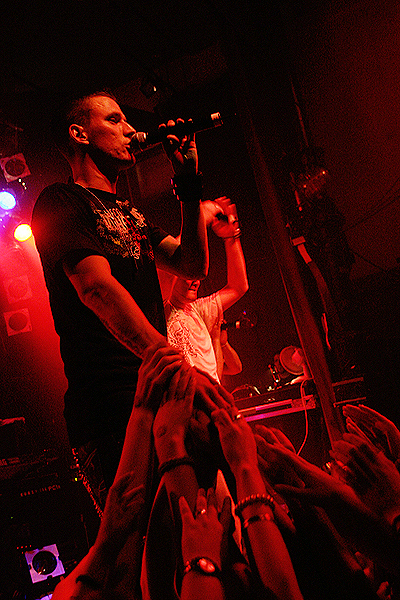
Jan Färger von Rapsoul im Knust in Hamburg am 25. September 2006

Rapsoul war eine deutsche Hip-Hop-Gruppe.

## Geschichte
Färger und Neumann arbeiteten zunächst bei Remixen für das Frankfurter Plattenlabel 3p zusammen. Zwei der Remixe sind von Glashaus für die Single Du produziert worden, wofür die Band den Chorus neu schrieb. Ein Projekt davor war ein Remix zu Sabrina Setlurs Single Baby. Unter dem Namen Dreckskind & Pechvogel absolvierten die beiden Rapper erste gemeinsame Auftritte, wobei Jan sich selbst „Dreckskind“ nannte und Steve „Pechvogel“. Es erschien auch eine EP namens LebensArt von Dreckskind & Pechvogel.
Als erster Sender erkannte planet radio das Talent der Hessen. In der Nachwuchs-Rubrik Do It Yourself stellten Jan und Steve 2004 einen ihrer Songs vor und wurden kurz daraufhin ein fester Teil der Chill-&-Grill-Tour, bei der der Sender im Sommer durch Hessische Schwimmbäder tourte. Während dieser Zeit wurde unter anderem RTL auf die Band aufmerksam und berichtete im Lokalprogramm.
Parallel dazu entschieden sich Jan und Steve, zusammen mit dem Soulsänger C. J. Taylor die Band in Rapsoul umzubenennen. Der Name beschreibt den musikalischen Stil der Gruppe. Nach ersten erfolgreichen Liveauftritten wurde die Band eingeladen, die Backstreet Boys im Oktober 2005 während ihrer Tour durch Deutschland, Österreich und die Schweiz im Vorprogramm zu begleiten.
In Zusammenarbeit mit dem Offenbacher Produzententeam Nachtwandler entstand Ende 2005 das Debütalbum Unbeschreiblich; Veröffentlichung war am 31. März 2006. Als erste Single wurde am 25. November 2005 der Track Verzweifelt ausgekoppelt, der auf Anhieb in die deutschen Top-20 einstieg und sich wochenlang hielt. Nach dem Erfolg von Verzweifelt kam dann auch die zweite Single Gott schenk’ ihr Flügel, welche am 17. März 2006 veröffentlicht wurde. Die dritte Single Du und ich erschien am 23. Juni 2006. Alle drei Singles waren in den deutschen Charts vertreten. 2006 fand auch noch die erste Headliner-Tour der Gruppe statt.
Im Jahr 2006 erschien die vierte Single Sonnenschein aus dem Album Unbeschreiblich. Der Song wurde gemeinsam mit der ehemaligen DSDS-Finalistin Vanessa Jean Dedmon aufgenommen.
Am 14. Februar 2008 nahmen Rapsoul beim Bundesvision Song Contest 2008 in Hannover mit dem Song König der Welt teil. Sie traten für das Bundesland Hessen an und belegten den achten Platz.
Im Dezember 2009 gaben sie ihre beiden letzten Konzerte vor ihrer Auflösung.
CJ Taylor veröffentlichte 2011 ein Soloalbum mit dem Titel Nicht so wie früher. 2016 folgte die EP Meine Welt. Beide konnten sich nicht in den deutschen Charts platzieren.

## Mitglieder
- Gesang: CJ Taylor (* 12. Juli 1980 in Aschaffenburg, eigentlich Christopher Jimmy Taylor)
- Rap: Jan Färger (* 3. Oktober 1982 in Frankfurt am Main, eigentlich Jan-Markus Färger)
- Rap: Steve Neumann (* 2. Juni 1977 in Frankfurt am Main, eigentlich Steven Neumann)

## Diskografie

### Studioalben
| Jahr | Titel           | Höchstplatzierung, Gesamtwochen, AuszeichnungChartplatzierungen (Jahr, Titel, Platzierungen, Wochen, Auszeichnungen, Anmerkungen) | Höchstplatzierung, Gesamtwochen, AuszeichnungChartplatzierungen (Jahr, Titel, Platzierungen, Wochen, Auszeichnungen, Anmerkungen) | Anmerkungen                           |
| Jahr | Titel           | DE | CH | Anmerkungen                           |
| ---- | --------------- | --- | --- | ------------------------------------- |
| 2006 | Unbeschreiblich | DE18 (21 Wo.)DE | CH69 (3 Wo.)CH | Erstveröffentlichung: 31. März 2006   |
| 2007 | Achterbahn      | DE16 (5 Wo.)DE | CH91 (1 Wo.)CH | Erstveröffentlichung: 10. August 2007 |
| 2009 | Irgendwann      | DE61 (1 Wo.)DE | — | Erstveröffentlichung: 10. Juli 2009   |

### Singles
| Jahr | Titel Album                             | Höchstplatzierung, Gesamtwochen, AuszeichnungChartplatzierungen (Jahr, Titel, Album, Platzierungen, Wochen, Auszeichnungen, Anmerkungen) | Höchstplatzierung, Gesamtwochen, AuszeichnungChartplatzierungen (Jahr, Titel, Album, Platzierungen, Wochen, Auszeichnungen, Anmerkungen) | Anmerkungen                                                     |
| Jahr | Titel Album                             | DE | AT | Anmerkungen                                                     |
| ---- | --------------------------------------- | --- | --- | --------------------------------------------------------------- |
| 2005 | Verzweifelt Unbeschreiblich             | DE21 (15 Wo.)DE | AT51 (4 Wo.)AT | Erstveröffentlichung: 25. November 2005                         |
| 2006 | Gott schenk’ ihr Flügel Unbeschreiblich | DE15 (12 Wo.)DE | AT47 (4 Wo.)AT | Erstveröffentlichung: 7. April 2006                             |
| 2006 | Du und ich Unbeschreiblich              | DE27 (9 Wo.)DE | — | Erstveröffentlichung: 23. Juni 2006                             |
| 2006 | Sonnenschein Unbeschreiblich            | DE17 (9 Wo.)DE | — | Erstveröffentlichung: 16. August 2006 feat. Vanessa Jean Dedmon |
| 2007 | Erste Liebe Achterbahn                  | DE14 (9 Wo.)DE | AT50 (6 Wo.)AT | Erstveröffentlichung: 27. Juli 2007                             |
| 2007 | Laura Achterbahn                        | DE56 (4 Wo.)DE | — | Erstveröffentlichung: 5. Oktober 2007                           |
| 2008 | König der Welt Achterbahn               | DE38 (3 Wo.)DE | — | Erstveröffentlichung: 15. Februar 2008                          |
| 2009 | Tag eins nach dir Irgendwann            | DE65 (1 Wo.)DE | — | Erstveröffentlichung: 2009                                      |

Weitere Singles
- 2008: Sterben für dich
- 2009: Irgendwann

### Videoalben
- 2006: Unbeschreiblich LIVE